# 래빗 스쿨
《래빗 스쿨》(영어: Rabbit School: Guardians of the Golden Egg, 독일어: Die Häschenschule: Jagd nach dem goldenen Ei)은 유럽의 부활절 토끼 설화를 소재로 동명의 독일 명작 동화를 각색한 애니메이션이다. 제67회 베를린국제영화제 경쟁부문 초청, 제13회 취리히영화제 어린이영화 관객상을 수상했다.

## 줄거리
힙합을 즐기는 도시 토끼 맥스가 우연한 사고로 황금알을 지키는 가디언즈가 되려는 토끼들로 가득한 ‘래빗 스쿨’에 가게 되며 펼쳐지는 이야기이다.

## 한국어판 목소리 출연
- 황창영: 맥스
- 민아: 에미
- 최정현: 헤르미온느
- 임채헌: 프릿츠
- 박상훈: 안톤